# Глоттерталь
Глоттерталь (нім. Glottertal) — громада в Німеччині, знаходиться в землі Баден-Вюртемберг. Підпорядковується адміністративному округу Фрайбург. Входить до складу району Брайсгау-Верхній Шварцвальд.
Площа — 30,76 км2. Населення становить 3202 ос. (станом на 31 грудня 2020).